# Cratere Alver
Alver è un cratere sulla superficie di Mercurio.